# Neuhausen (Michelau im Steigerwald)
Neuhausen ist ein Gemeindeteil der Gemeinde Michelau im Steigerwald im unterfränkischen Landkreis Schweinfurt in Bayern.

## Geografische Lage
Das Kirchdorf liegt in der Gemarkung Prüßberg im äußersten Osten des Michelauer Gemeindegebiets. Nördlich beginnt das gemeindefreie Gebiet des Staatsforstes Hundelshausen im Landkreis Schweinfurt, während im Osten der Wustvieler Forst beginnt. Ebenso ist der Wustvieler Forst im Süden zu finden. Weiter westlich erhebt sich der Michelauer Gemeindeteil Prüßberg, von dem aus eine Straße nach Michelau selbst führt. Der Aubach/Volkach-Zufluss Holzbach fließt durch Neuhausen. 

## Geschichte
Die Geschichte von Neuhausen ist eng mit der des Zabelsteins verbunden. Das Dorf wurde als sogenannte Spätrodung „zu den neuen Häusern“ gegründet. Als Siedlungsgründer sind die Bewohner des Zabelsteiner Weilers bei Neuhof anzusprechen. Im Jahr 1618 wurde Neuhausen von den Echter von Mespelbrunn an das Hochstift Würzburg gegeben. Neuhausen besaß bereits im 15. Jahrhundert eine eigene Trinkwasserversorgung, ausgehöhlte Kiefernstämme dienten als Leitungen. Sie wurden erst 1959 ersetzt.

## Sehenswürdigkeiten
Neben mehreren Baudenkmälern besitzt Neuhausen auch einen Naturlehrpfad in der Flur „Klein Engelein“. Den Mittelpunkt der Siedlung bildet allerdings die kleine Kapelle. Sie entstand um 1900 und wurde aus Sandsteinquadern errichtet. Sie besitzt einen Polygonalchor, ein Dachreiter wurde aufgesetzt. Im inneren überwiegt die neugotische Ausstattung der Erbauungszeit, im Jahr 1974 renovierte man die Kapelle. An der Straße nach Prüßberg steht außerdem ein Bildstock aus dem Jahr 1501.